# Ningi
Ningi és una ciutat de Nigèria a l'estat de Bauchi al llarg de la carretera de Kano, a un centenar de quilòmetres de la ciutat de Bauchi. És capital de l'emirat tradicional de Ningi i d'una àrea de govern local la qual té 4.625 km² i una població de 387.192 habitants (2006).